# Harlekinkatica
A harlekinkatica, ázsiai katicabogár, sokszínű katicabogár vagy keserűkatica (Harmonia axyridis) a katicabogarak (Coccinellidae) családjába tartozó ragadozóbogár. Kelet-Ázsiában őshonos, sok színváltozatban fordul elő. Főként levéltetvekkel táplálkozik, csakúgy, mint a hazánkban őshonos és gyakori hétpettyes katica (Coccinella septempunctata) és kétpettyes katica (Adalia bipunctata).
Mivel nagyon falánk és hatékony ragadozó, a levéltetvek elleni biológiai védekezés céljából először az USA-ba, majd több nyugat-európai országba behurcolták. Nemcsak falánk, de sokkal mozgékonyabb és agresszívabb is, mint az őshonos európai katicafajok, melyeket könnyűszerrel kiszorít élőhelyükről, ezért a harlekin ma már több gondot okoz, mint amennyi hasznot hajt. Magyarországon 2008 februárjában találták először, s mára igen elterjedt. A kétpettyes katicához hasonlóan a fák lombkoronájában él, ezért erre a fajra különösen nagy veszélyt jelent.

## Megjelenése
A kifejlett rovar (imágó) 5–8 mm hosszú, 4–7 mm széles, tehát általában nagyobb, mint a többi hazai katicafaj. Testalakja erősen ovális, a szárnyfedők görbülete kifejezett. Színezete és mintázata rendkívül változó. Hazánkban három színváltozata (formája) terjedt el:

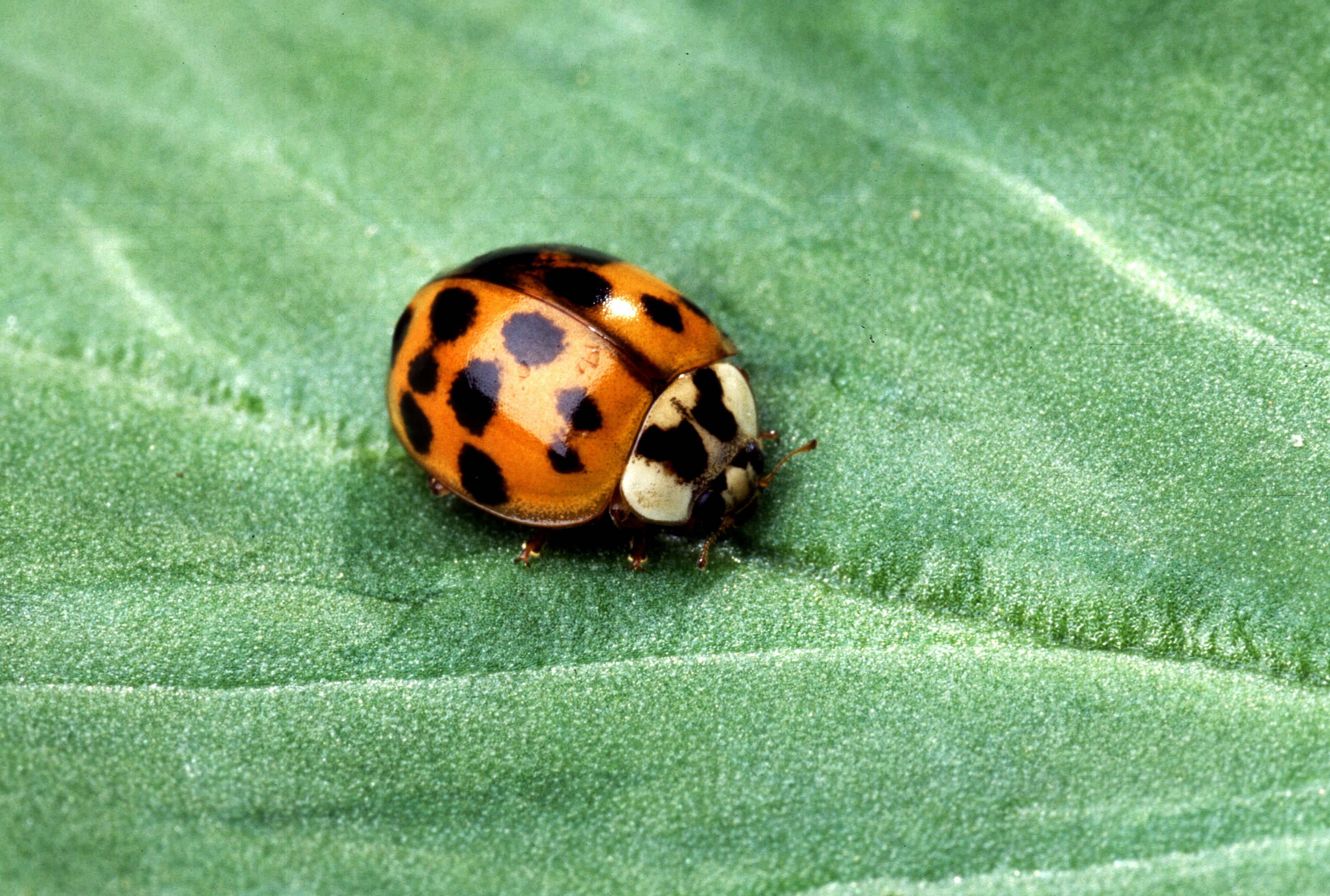
f. succinea

1. f. succinea: f. succinea a szárnyfedő sötétebb-világosabb narancssárga, esetleg vörös alapszínű, 15–21 fekete ponttal. A pontok egészen nagyok is lehetnek, sőt össze is érhetnek, más egyedeknél szinte pontszerűek, illetve hiányozhatnak is. Az előtoron világos alapon sötét M (vagy fordítva nézve W) alakú minta van, esetleg a fekete foltok összeolvadásával trapézalak is keletkezhet. Mindazonáltal az előtor jellegzetes mintázata, a szárnyfedőkön látható nagyszámú pöttyel együtt elég jellegzetes elkülönítő bélyege a succinea változatnak más hasonló hazai katicához képest. Az Európában elterjedt harlekinkaticák közül messze ez a leggyakrabban előforduló színváltozat.[2]

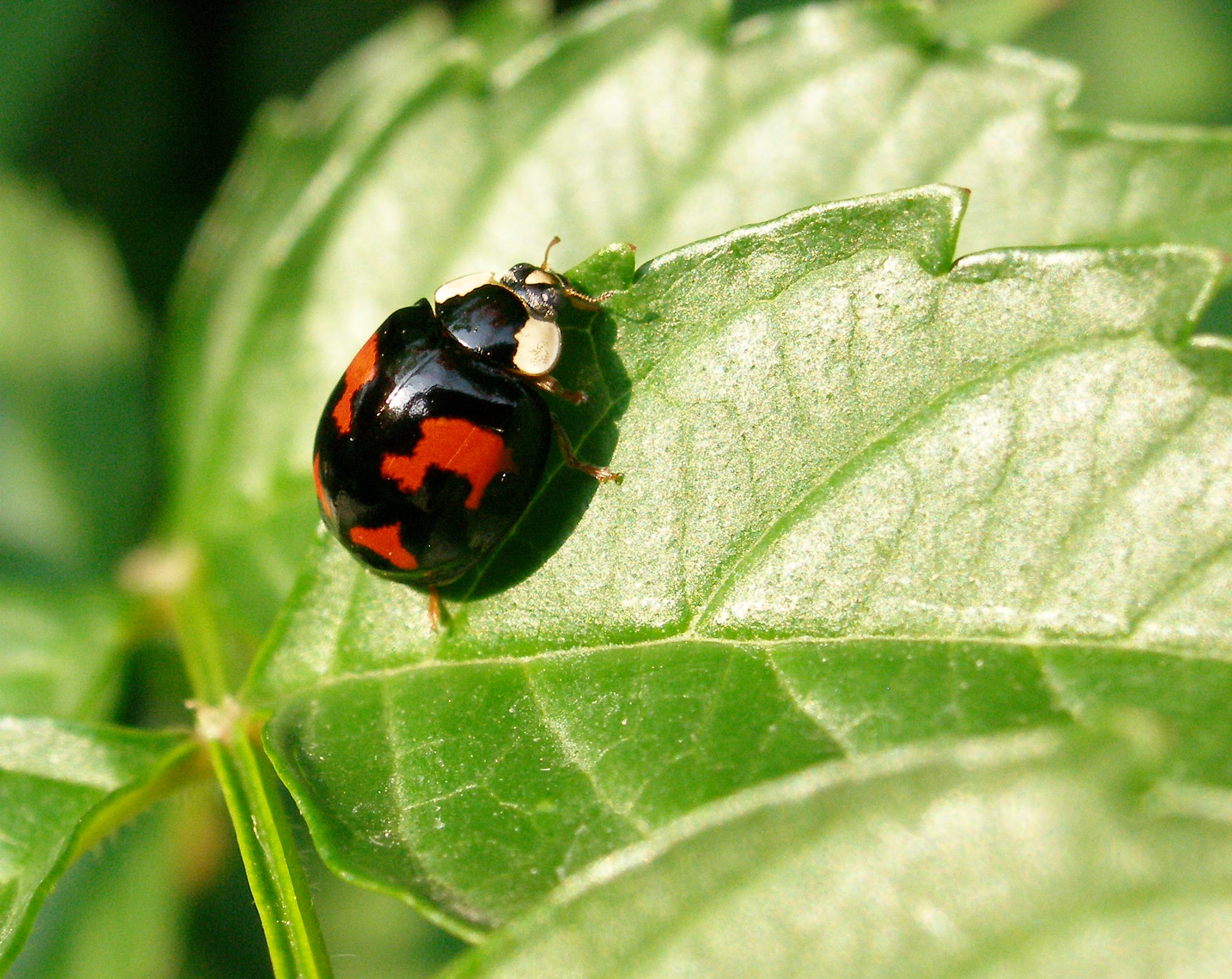
f. spectabilis

2. f. spectabilis: f. spectabilis szárnyfedői feketék, 4 vöröses folttal. Ez a forma hasonlít a kétpettyes katica némely sötét változatára, azonban a harlekinkatica piros foltjai sohasem érik el a szárnyfedők felső szegélyét, inkább kerekded formájúak (szemben a kétpettyes katica sötét változatainál előforduló, inkább szögletes alakú foltokkal) és előtorán is általában lényegesen nagyobb kiterjedésű a fehér szín. A fejen háromszögletű fehér folt van.

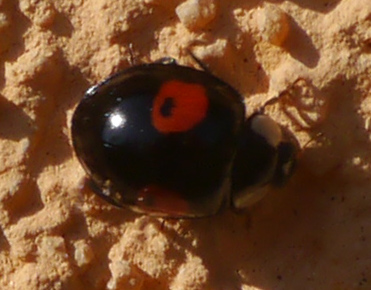
f. conspicua

3. f. conspicua: f. conspicua szárnyfedői feketék, 2 piros folttal, melyek közepén fekete pont vagy folt lehet. Bár a harlekinkatica eredeti élőhelyén a sötét alapszínű színváltozatok gyakoribbak, Európában az itt elterjedt két fekete színváltozat (főként a f. conspicua) számít ritkábbnak, a narancsvörös alapszínű succinea változattal szemben.

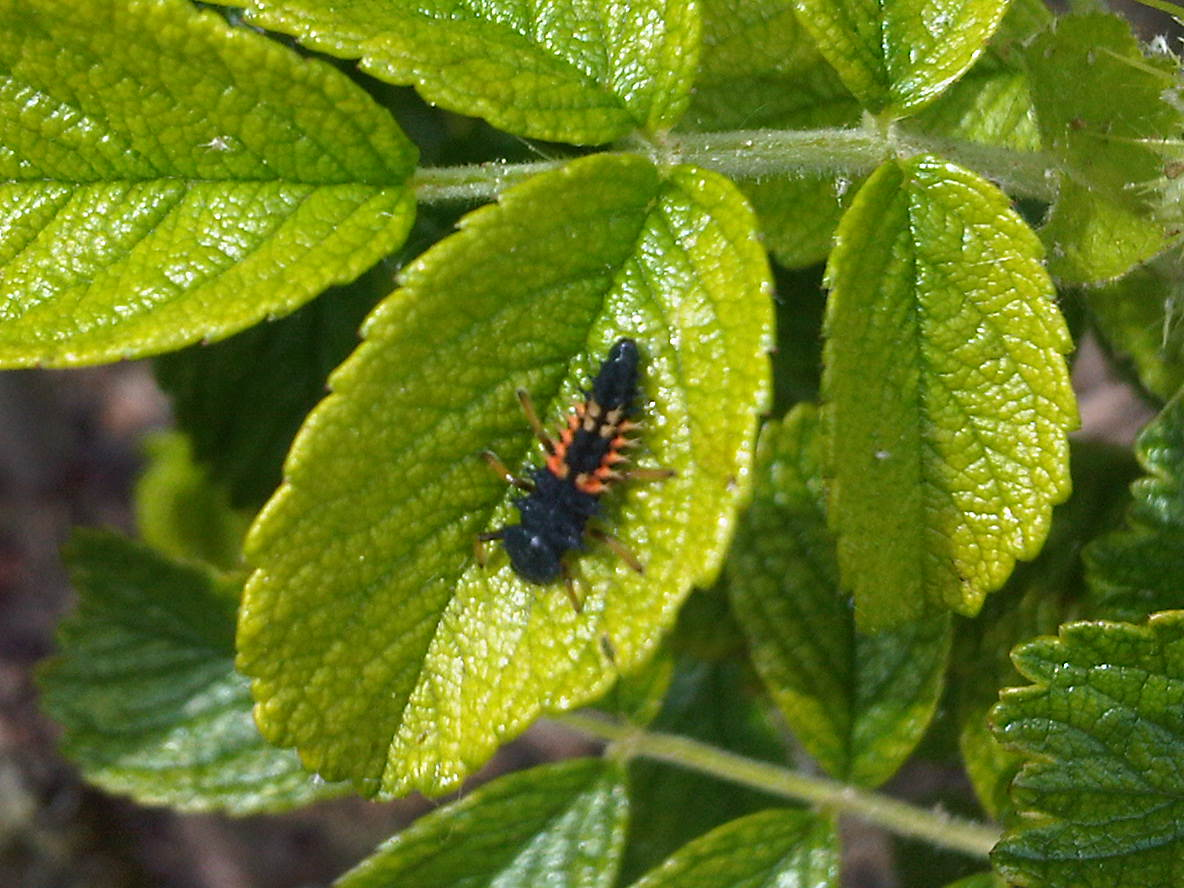
a harlekinkatica lárvája

## Elterjedésének története
A harlekinkaticát eredetileg a környezetkímélő technológiájú biológiai növényvédelemben való alkalmazás céljával telepítették be Észak-Amerika, majd később Európa több államába, figyelembe véve az eredeti élőhelyén tapasztalt rendkívül jó tulajdonságait, főleg azt, hogy igen hatékonyan pusztítja a levéltetveket. Ilyen alkalmazása évtizedeken keresztül sikertörténetnek tűnt, és mivel az Amerikába telepített harlekinek eredményesen segítették a mezőgazdasági kártevők elleni harcot, mind több helyen meghonosították őket. A többszöri újratelepítés ellenére az 1980-as évek végéig a harlekinállományok nem kerültek ki a termesztők kontrollja alól. Az Egyesült Államokban az első kivadult populációt 1988-ban fedezték fel, ám ezt követően alig két évtized alatt az USA leggyakoribb katicafaja lett, kiszorítva az őshonos fajokat.
Nyugat-Európában az 1980-as évek elején indult meg a harlekinkatica kísérleti felhasználása és telepítése. Először Franciaországban (1982), majd Hollandiában és Belgiumban kezdték terjeszteni, mint az intenzív termesztésű kertészeti kultúrákban és a biológiai védekezésben jól alkalmazható ragadozó fajt. Kontrollálatlan terjedése 2002-től kezdve rohamos: azóta Európa olyan országaiban is megtelepedett, ahol azelőtt soha nem fordult elő, még kísérleti állomásokon, gazdaságokban sem. Magyarországon a faj első példányát 2008 februárjában észlelte Merkl Ottó entomológus, aki Szigetszentmiklóson egy nyárfakéreg alatt áttelelő imágót talált; már abban az évben (főleg az őszi idényben) kereken 50 hazai előfordulását regisztrálták, és a bogár azóta is folyamatosan terjed. Európában megfigyelt színváltozatai közül mindhárom megtalálható hazánkban, de a succinea variáns jóval gyakoribb a másik kettőnél.
A harlekinkatica elterjesztése, korábbi életteréhez képest új élőhelyekre történő betelepítése az elhibázott biológiai védekezési módszerek iskolapéldája lett.

## Káros gazdasági hatása a borászatban
A harlekinkatica egyik legnegatívabb gazdasági hatása a szőlő- és bortermelésben jelentkezik. A harlekinkaticák behúzódnak a szőlőfürtökbe a szemek közé, és a szüretkor is a szőlőszemek között maradnak. A must préselésekor a katicák keserű testnedvei (ezek közül is a 2-izopropil-3-metoxipirazin(IPMP) nevű vegyület) a mustba kerülve földimogyoróra, csípőspaprikára és spárgára emlékeztető íz- és illatanyagokkal rontják a must minőségét.